# Colaboração de classes
Colaboração de classes é um princípio de organização social baseado na crença de que a divisão da sociedade numa hierarquia de classes sociais é um aspecto positivo e essencial da civilização.
Opõe-se ao conceito de luta de classes.

## Visões

### Fascismo
A colaboração de classes é um dos principais pilares da engenharia social no fascismo. Nas palavras de Benito Mussolini, o fascismo "afirma a desigualdade irremediável, frutífera e benéfica dos homens." Dada essa premissa, os fascistas concluem que a preservação da hierarquia social é do interesse de todas as classes e, portanto, todas as classes devem colaborar na sua defesa. Tanto as classes mais baixas como as mais elevadas devem aceitar seus papéis e desempenhar seus respectivos deveres.
No pensamento fascista, o princípio da colaboração de classe é combinado com um forte nacionalismo. A estabilidade e a prosperidade da nação foram vistas como o objetivo final da colaboração entre as classes.
A empresa, para o fascismo, é a organização em que as classes sociais superam seus conflitos e entram em conciliação, a qual é promovida pelo Estado nacional. A luta de classes, em tal ideário, findaria com a burguesia e o proletariado unidos pelos interesses da nação, representada pelo seu líder (duce), em uma comunhão que seria a expressão do perfil corporativo de uma empresa, conforme o doutrinador italiano Alberto Asquini. Este perfil, incisivamente ligado ao regime fascista e sua ideologia, em que a empresa é tida como uma comunidade laboral, é lido como inexistente e superado pela doutrina moderna, embora a teoria da empresa, estabelecida no Código Civil Italiano de 1942, continue vigente em códigos civis atuais.

### Comunismo
Comunistas são ideológica e fundamentalmente opostos à colaboração de classes, defendendo a luta de classes, favorecendo uma sociedade sem classes.
Considerando que a doutrina da luta de classes instiga as classes mais baixas a derrubar a classe dominante e a ordem social existente com o propósito de estabelecer a igualdade, a doutrina da colaboração de classes os exorta a aceitar a desigualdade social como parte do estado natural das coisas e preservar a ordem social. Além disso, afirma que apenas o Estado "reconcilia" os antagonismos de classe na sociedade e que a luta que dá origem ao comunismo pode ser harmonizada.
Alguns marxistas usam o termo "colaboração de classes" como um termo pejorativo que descreve as organizações da classe trabalhadora que não perseguem a luta de classes. Nesse sentido, o termo ecoa as conotações do colaboracionismo.
Ao mesmo tempo, no entanto, os comunistas não rejeitam necessariamente todas as alianças entre as classes. Alguns comunistas argumentam que, em um país com uma grande população camponesa, a transição para o comunismo pode ser realizada por uma aliança entre duas classes, o campesinato e o proletariado, unidos contra a classe burguesa. O conceito de "Nova Democracia" de Mao Tsé-Tung clama pelo "campesinato, o proletariado, a pequena burguesia e os elementos nacionais e patrióticos da burguesia a operar coletivamente para a construção de uma sociedade socialista."
Em texto de 1907, Stalin subdividiu o socialismo em três correntes principais: reformismo, anarquismo e marxismo. Esta primeira ele associou à colaboração de classes:
"O reformismo (Bernstein e outros), que considera o socialismo somente como um objetivo remoto e nada mais; o reformismo que, de fato, nega a revolução socialista e procura instaurar o socialismo por via pacífica; o reformismo, que não preconiza a luta de classes, mas sim a colaboração entre as classes, — esse reformismo decompõe-se dia a dia, perde dia a dia todos os traços do socialismo e, em nossa opinião, não tem nenhuma necessidade de ser aqui, nestes artigos, analisado, ao definirmos o socialismo."
Em meados da década de 1930, os lideres do movimento comunista internacional foram gradualmente abandonando o "socialismo mundial" e dando primazia ao fortalecimento do socialismo na União Soviética. Nesse contexto, a ideia de desenvolvimento do socialismo por fases foi adotada também para países desenvolvidos, não mais apenas em nações coloniais, e a concepção de colaboração de classes foi amplamente usada, colocando a transição para o socialismo em um futuro indefinido, apesar de presente em discursos.

### Cristianismo
Na encíclica Rerum Novarum (1891), o Papa Leão XIII incentiva a colaboração de classes. Desde a publicação de Rerum Novarum, a igreja católica, doutrinariamente anticomunista  (ver: Decreto contra o Comunismo), rejeita a luta de classes e aponta a cooperação entre as classes sociais como essencial para as mudanças sociais e, para a defesa dos direitos humanos. A encíclica Quadragesimo anno, publicada em 1931 pelo Papa Pio XI, reforçou a ideia de contribuição entre as classes.  
Democratas cristãos europeus afirmam, enfaticamente, que a colaboração de classes é decisiva para impedir luta de classes. O extinto partido Democrazia Cristiana (DC) da Itália, fundado por Alcide De Gasperi, pregava que a colaboração de classes é benéfica para todos os integrantes da coletividade, independente de classe, orientação política ou origem geográfica.

### Varguismo
O governo de Getúlio Vargas baseou-se em uma política de colaboração de classes. Conforme discursou Getúlio, em 01/05/1941, na instalação da Justiça do Trabalho no Brasil:

"Norteado por eles [princípios da revolução de 1930] foi que o Governo conseguiu reformar a estrutura social do país, promovendo a solidariedade das classes pela colaboração geral nas tarefas do bem comum, abolidos os privilégios do passado, dignificadas todas as categorias de trabalho e esforço honesto para viver e prosperar".
O governo varguista pretendia conciliar, em nome do desenvolvimento nacional, os interesses do capital e dos trabalhadores. Uma das expressões disto é que na CLT apresenta-se um modelo de sindicalismo de cunho corporativo e pouco combativo, com tendência conciliadora e ligado ao sistema político.
Enquanto o histórico Partido Trabalhista Brasileiro defendia a colaboração de classes como objetivo final e imediato, o PCB a entendia como importante para a fase de desenvolvimento do capitalismo nacional, adotando na época uma política de etapas.